# 碧色寨村

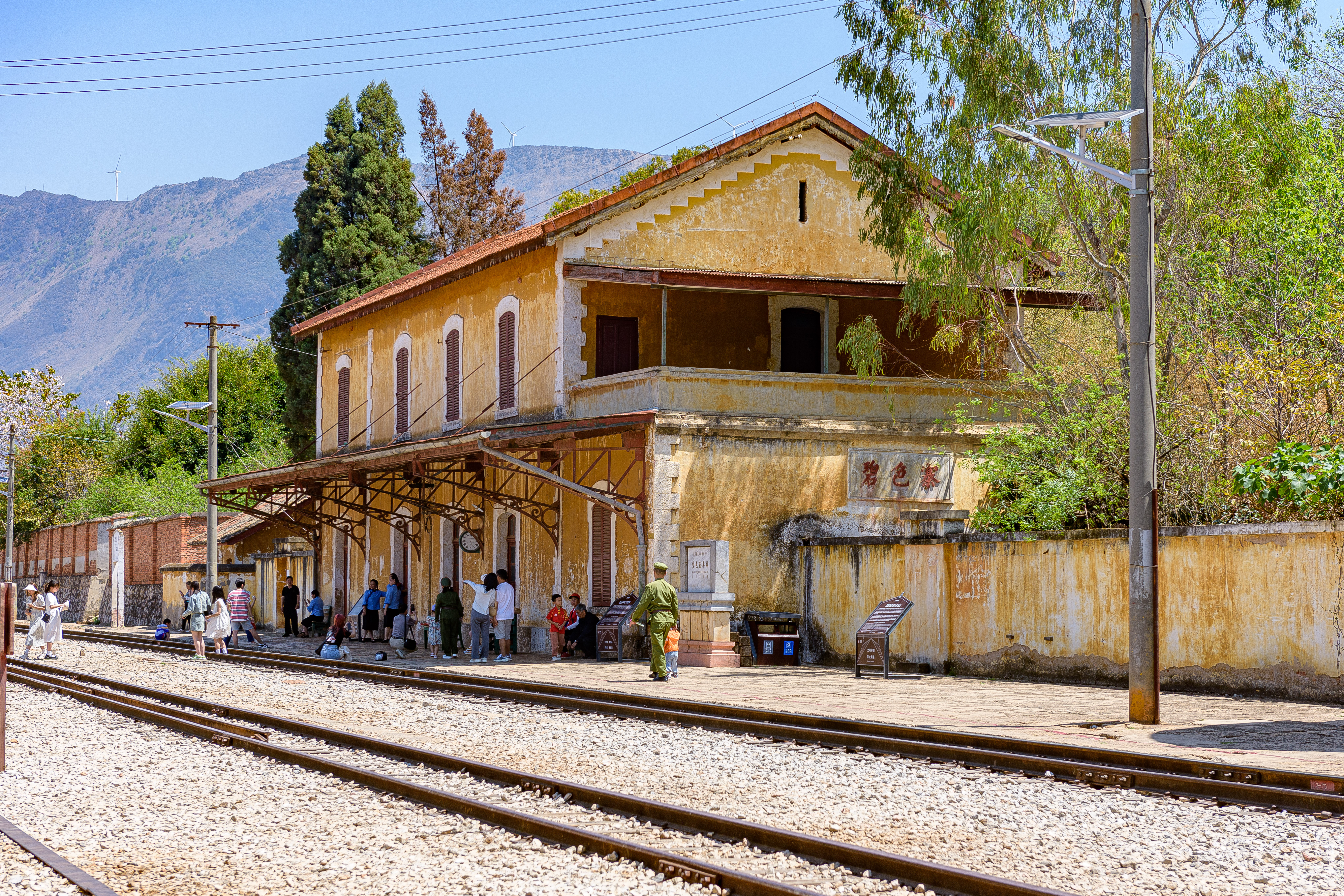
碧色寨火车站

碧色寨村，旧称坡心，是中华人民共和国云南省红河哈尼族彝族自治州蒙自市观澜街道下辖的一个村，总面积14.72平方公里，距离蒙自城区10公里，下辖碧色寨、马哨街两个自然村。截至2023年，村内共有户籍人口2081人，以彝、壮、汉族为主。碧色寨村因碧色寨火车站而闻名。2013年8月，碧色寨村被公布为第二批中国传统村落。

## 历史
宣统元年（1909年）滇越铁路铺轨至此前，碧色寨是一个荒凉的山村。宣统二年（1910年）滇越铁路通车，碧色寨站设于此。民国十年（1921年），个碧铁路通车，碧色寨成为滇南货物集散中心。一时之间，商人云集，货仓、店铺林立，极盛时，人口达2000余人。

## 村情概况

### 地理
碧色寨村位于蒙自市观澜街道东北部，海拔1280-1400米，总面积14.72平方公里，距蒙自市城区10公里。开河高速公路将碧色寨一分为二，东北部的碧色寨自然村位于犁耙山麓西侧，北回归线贯境而过；西南部的马街哨自然村位于蒙自坝区内，距离碧色寨村委会2公里。

### 经济
碧色寨是云南省重要的农业经济区域之一，因北回归线贯穿而过，光热资源充沛，目前有葡萄、蔬菜、玉米、水稻等特色农产业。

### 政治
民国时期，因碧色寨交通兴盛、商业繁荣，故聚集不少人口，曾单独设有碧色镇，管辖范围含今碧色寨、多法勒一带。中华人民共和国建立以来长期隶属草坝镇，2021年划归观澜街道管辖。
设有碧色寨村委会（行政村），下辖碧色寨村、马街哨村两个自然村。

## 社会

### 教育

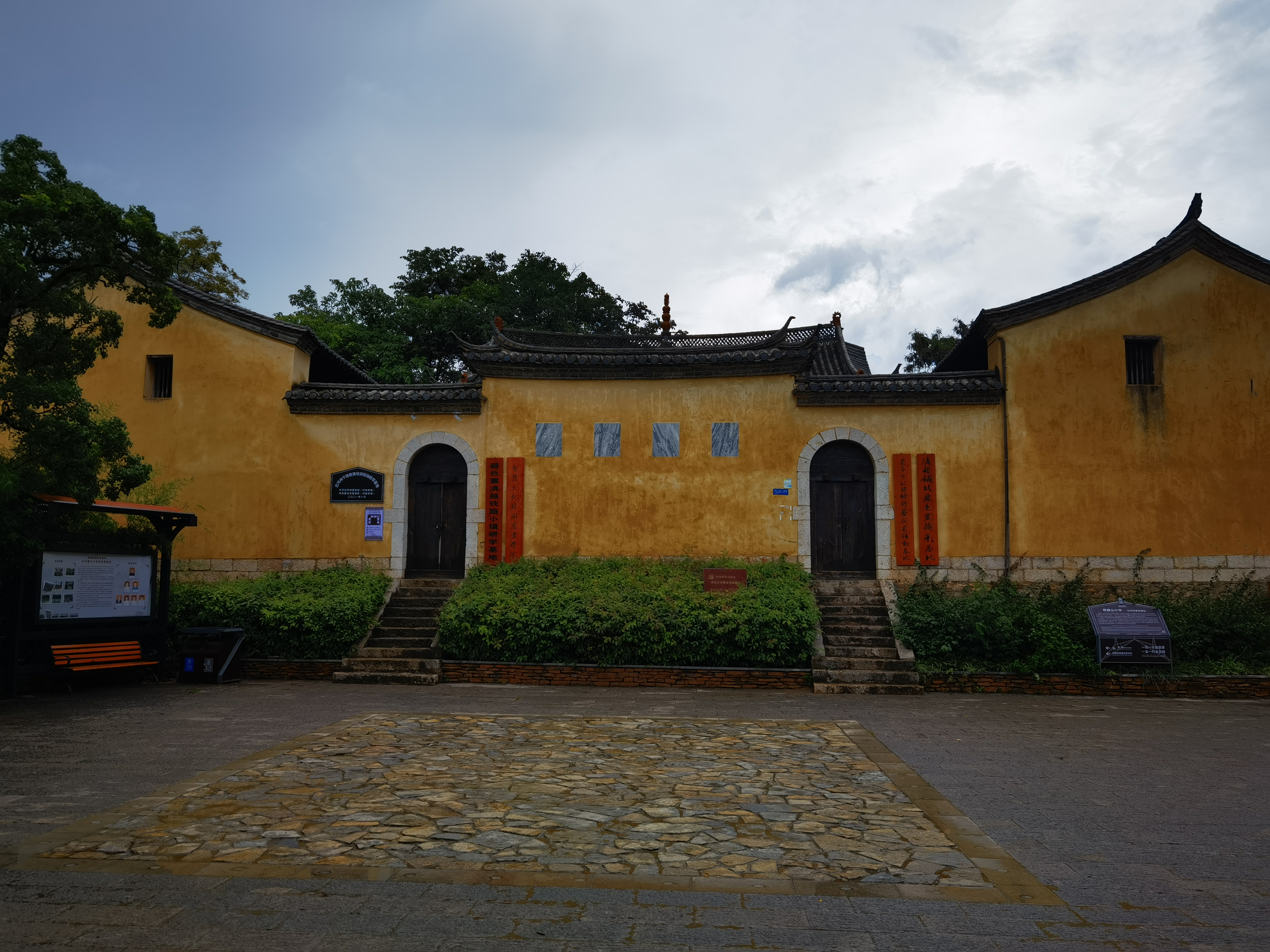
碧山小学

碧色寨是蒙自最早接受现代教育的乡镇之一。光绪三十二年（1906年），蒙自知县叶大林创办碧色寨初级小学堂，是当时县城外的四个官办小学堂之一。学堂设于财神庙内，后毁于火灾。民国二十三年（1934年）重建，更名碧山小学，为完全小学。2005年，云南省政府、蒙自县政府、碧山小学校友拨款修复碧山小学老校舍，同年12月完工，总建筑面积625.47平方米。

## 文物遗迹

### 碧色寨民居
1910年滇越铁路开通后，大量外来人口进入碧色寨务工，随之定居。人们以当地石材建屋，砌筑成石木结构、筒板瓦硬的山顶民居。碧色寨村北正街现存历史建筑民居共80余栋，均建于民国时期，其中有五个院落被列为红河州文物保护单位。